# Buell
Buell er et amerikansk motorcykelmærke, der ejes af Harley-Davidson. 
Motorcyklen blev oprindeligt udviklet som et koncept af Eric Buell, der var ansat hos Harley Davidson, men ønskede at lave en mere sportslig motorcykeltype. Oprindeligt er Buell-motorcyklerne specielle på flere områder. Således er akselafstanden kort og kronrørsvinklen stejl. Endvidere er Buell utraditionel ved at have benzin i stellet, olie i baggaflen og perimeter skivebremser på forhjulet. Desuden kan enkelte modeller fås med gennemsigtigt plastic som tankdæksel (skjuler luftfiltret, da benzinen er i stellet).
På det seneste har Buell anvendt egen motorkonstruktion frem for de tidligere motorer fra Harley Davidson. Motorkonstruktionen er udviklet af Østrigske Rotax, der også lever nogle af BMW's og Aprilla's motorer.